# Brunfelsia picardae
Brunfelsia picardae är en potatisväxtart som beskrevs av Carl Karl Wilhelm Leopold Krug och Urb. Brunfelsia picardae ingår i släktet Brunfelsia och familjen potatisväxter. Inga underarter finns listade i Catalogue of Life.